# Condado de Kingsbury
O Condado de Kingsbury é um dos 66 condados do Estado americano da Dakota do Sul. A sede do condado é De Smet, e sua maior cidade é De Smet. O condado possui uma área de 2 237 km² (dos quais 66 km² estão cobertos por água), uma população de 5 815 habitantes, e uma densidade populacional de 2,5 hab/km² (segundo o censo nacional de 2000).